# Secrétaire d'État au Développement international
Le secrétaire d'État au Développement international (en anglais : Secretary of State for International Development, communément appelé International Development Secretary) est un secrétaire d'État entre 1964 et 2020 au Royaume-Uni. Il est placé soit à la tête du ministère, puis du département du Développement international, soit au sein du bureau des Affaires étrangères et du Commonwealth.
La dernière titulaire de ce poste est la conservatrice Anne-Marie Trevelyan.

## Fonctions
Le secrétaire d'État au Développement international est chargé du programme britannique d'aide au développement.

## Historique
Le poste de ministre du Développement à l'étranger (Minister of Overseas Development) est créé en 1964, lors de l'accession au pouvoir d'Harold Wilson. Il est maintenu jusqu'en 1997, date à laquelle Tony Blair le transforme en fonction de secrétaire d'État au Développement international. Boris Johnson décide de sa suppression et son absorption par le secrétaire d'État aux Affaires étrangères et du Commonwealth en 2020.
Initialement, il bénéficie de son propre ministère (Ministry of Overseas Development), mais Edward Heath décide en 1970 de le supprimer et de l'intégrer au bureau des Affaires étrangères et du Commonwealth. Harold Wilson réinstitue brièvement le ministère en 1974 et 1975. En 1997, Tony Blair crée un département exécutif dédié, baptisé département du Développement international. Ce dernier est dissous pour intégrer de nouveau le bureau des Affaires étrangères et du Commonwealth en 2020, mais aucun poste spécifique n'est institué au sein de celui-ci.

### Liste
| Nom                                              | Nom                  | Nom               | Dates du mandat   | Dates du mandat   | Parti politique | Gouvernement               |
| ------------------------------------------------ | -------------------- | ----------------- | ----------------- | ----------------- | --------------- | -------------------------- |
| Ministre du Développement à l'étranger           |                      |                   |                   |                   |                 |                            |
|                                                  | Barbara Castle       | Barbara Castle    | 18 octobre 1964   | 23 décembre 1965  | Travailliste    | Wilson I                   |
|                                                  | Anthony Greenwood    | Anthony Greenwood | 23 décembre 1965  | 11 août 1966      | Travailliste    | Wilson I et II             |
|                                                  | Arthur Bottomley     | Arthur Bottomley  | 11 août 1966      | 29 août 1967      | Travailliste    | Wilson II                  |
|                                                  | Reg Prentice         | Reg Prentice      | 29 août 1967      | 6 octobre 1969    | Travailliste    | Wilson II                  |
|                                                  | Judith Hart          | Judith Hart       | 6 octobre 1969    | 19 juin 1970      | Travailliste    | Wilson II                  |
|                                                  | Richard Wood         | Richard Wood      | 23 juin 1970      | 4 mars 1974       | Conservateur    | Heath                      |
|                                                  | Judith Hart          | Judith Hart       | 7 mars 1974       | 10 juin 1975      | Travailliste    | Wilson III et IV           |
|                                                  | Reg Prentice         | Reg Prentice      | 10 juin 1975      | 21 décembre 1976  | Travailliste    | Wilson IV                  |
|                                                  | Frank Judd           | Frank Judd        | 21 décembre 1976  | 21 février 1977   | Travailliste    | Callaghan                  |
|                                                  | Judith Hart          | Judith Hart       | 21 février 1977   | 4 mai 1979        | Travailliste    | Callaghan                  |
|                                                  | Neil Marten          | Neil Marten       | 6 mai 1979        | 6 janvier 1983    | Conservateur    | Thatcher I                 |
|                                                  | Timothy Raison       | Timothy Raison    | 6 janvier 1983    | 10 septembre 1986 | Conservateur    | Thatcher I et II           |
|                                                  | Chris Patten         |                   | 10 septembre 1986 | 24 juillet 1989   | Conservateur    | Thatcher II et III         |
|                                                  | Lynda Chalker        |                   | 24 juillet 1989   | 2 mai 1997        | Conservateur    | Thatcher III Major I et II |
| Secrétaire d'État au Développement international |                      |                   |                   |                   |                 |                            |
|                                                  | Clare Short          |                   | 3 mai 1997        | 12 mai 2003       | Travailliste    | Blair I et II              |
|                                                  | Valerie Amos         |                   | 12 mai 2003       | 6 octobre 2003    | Travailliste    | Blair II                   |
|                                                  | Hilary Benn          |                   | 6 octobre 2003    | 27 juin 2007      | Travailliste    | Blair II et III            |
|                                                  | Douglas Alexander    |                   | 28 juin 2007      | 11 mai 2010       | Travailliste    | Brown                      |
|                                                  | Andrew Mitchell      |                   | 12 mai 2010       | 4 septembre 2012  | Conservateur    | Cameron I                  |
|                                                  | Justine Greening     |                   | 4 septembre 2012  | 13 juillet 2016   | Conservateur    | Cameron I et II            |
|                                                  | Priti Patel          |                   | 13 juillet 2016   | 8 novembre 2017   | Conservateur    | May I et II                |
|                                                  | Penny Mordaunt       |                   | 9 novembre 2017   | 1er mai 2019      | Conservateur    | May II                     |
|                                                  | Rory Stewart         |                   | 1er mai 2019      | 24 juillet 2019   | Conservateur    | May II                     |
|                                                  | Alok Sharma          |                   | 24 juillet 2019   | 13 février 2020   | Conservateur    | Johnson I et II            |
|                                                  | Anne-Marie Trevelyan |                   | 13 février 2020   | 2 septembre 2020  | Conservateur    | Johnson II                 |